# Андреева, Лидия Владимировна
Ли́дия Влади́мировна Андре́ева (14 января 1930 или 1930 — 7 августа 2018, Москва) — советский и российский искусствовед, ведущий специалист по художественному фарфору в России. Заслуженный деятель искусств РФ (1995), член Союза художников СССР (1974), кандидат искусствоведения (1975), почётный член РАХ (2014).
Лидия Андреева стояла у истоков создания музея-заповедника «Царицыно». Она проработала там почти 30 лет, написала множество статей и научных работ об истории этого места, его создателях и знаменитых обитателях, о садово-парковом ансамбле и о коллекции музея, которая создавалась при ее непосредственном участии.

## Биография
Лидия Андреева родилась 14 января 1930 года. В 1953 году окончила исторический факультет МГУ им. М. В. Ломоносова. В 1956—1958 годах работала научным сотрудником в Музее русской архитектуры имени А. В. Щусева. В 1958—1960 годах — старший инспектор в секторе Музеев отдела изобразительных искусств и охраны памятников Министерства культуры СССР.
В 1960—1987 годах — младший научный сотрудник сектора русского изобразительного искусства и архитектуры XVIII—XX веков Института истории искусств АН СССР (ныне — ГИИ). В годы работы в институте Андреева защитила кандидатскую диссертацию и издала монографию «Советский фарфор. 1920—1930 гг.» (1975), написала главы для коллективных трудов «Советское декоративное искусство 1917—1945. Очерки истории» (1974), «Русская художественная культура конца XIX – начала XX вв» (тома I и II, книги 2 и 4. 1969-1979), «Агитационно-массовое искусство первых лет Октября» (1970).
Кроме научной деятельности Лидия Андреева так же принимала активное участие в организации выставок в СССР и за рубежом: всесоюзные выставки «Искусство в быт» (1961, Московский манеж) и «Декоративное искусство СССР» (1968, Московский манеж); выставка Международной академии керамики (1962, Прага), «Париж – Москва. 1900–1930» (1979, Париж), «Москва – Париж. 1900–1930» (1981, Москва), Квадриеннале художественного ремесла в Эрфурте (в качестве куратора, участник симпозиумов 1970, 1974, 1978, 1982 год), «Искусство в производстве. Советский текстиль, костюм и фарфор. 1917–1935» (1984, Оксфорд, Лондон) и другие.
В 1975—2018 годах член художественного совета ЛФЗ имени М. В. Ломоносова (ныне — Императорский фарфоровый завод). Занималась организацией выставок произведений художников завода в СССР и за рубежом. Внесла большой вклад в предотвращение вывоза за рубеж коллекции дореволюционных и советских произведений из фарфора в начале 2000-х. Участвовала в создании Музея Императорского фарфорового завода в составе Эрмитажа. Куратор и автор концепции юбилейной выставки «250 лет русского фарфора» (1995, Новая Третьяковка).
В 1987 году Лидия Андреева начала работать заведующей отделом декоративно-прикладного искусства в Музее декоративно-прикладного искусства народов СССР (ныне — Музей-заповедник «Царицыно»). Здесь она активно участвовала в научной, выставочной, фондовой деятельности, комплектовала коллекции музея. Андреева является автором первой концепции экспозиции коллекции декоративно-прикладного искусства музея (1987—1989, не была осуществлена). Куратор выставки «Во славу В. И. Баженова» (1999), которая была приурочена к 200-летию кончины архитектора. Куратор межмузейного выставочного проекта «Екатерина Великая: созидание, вдохновение, просвещение» (2007), которая позже была преобразована в постоянную экспозицию «Екатерина Великая и её эпоха» (2008).
В 2003 году Андреева стала сотрудником научно-исследовательского отдела музея. Она сосредоточила свои научные интересы на личности императрицы Екатерины II и её роли в создании Царицына, а так же на творчестве Василия Баженова. Автор статей в Царицынской иллюстрированной энциклопедии, статей по архитектурному ансамблю Царицына и публикаций о творчестве Баженова. С 2014 года не работала штатным сотрудником музея, однако участвовала в выставках и  комплектации коллекции музея в качестве научного консультанта.
Лидия Андреева скончалась 7 августа 2018 года в Москве. Прощание с ней состоялось 9 августа в храме Иконы Божьей Матери «Живоносный источник» в Царицыне. Похоронена на Донском кладбище.

## Память
С 2018 года в музее-заповеднике «Царицыно» регулярно проводятся Андреевские научные чтения, учрежденные в память Лидии Андреевой.

## Награды
- Медаль «Ветеран труда» (1986)[4]
- Медаль «В память 850-летия Москвы» (1997)[4]